# مجرة مضيئة بالأشعة تحت الحمراء

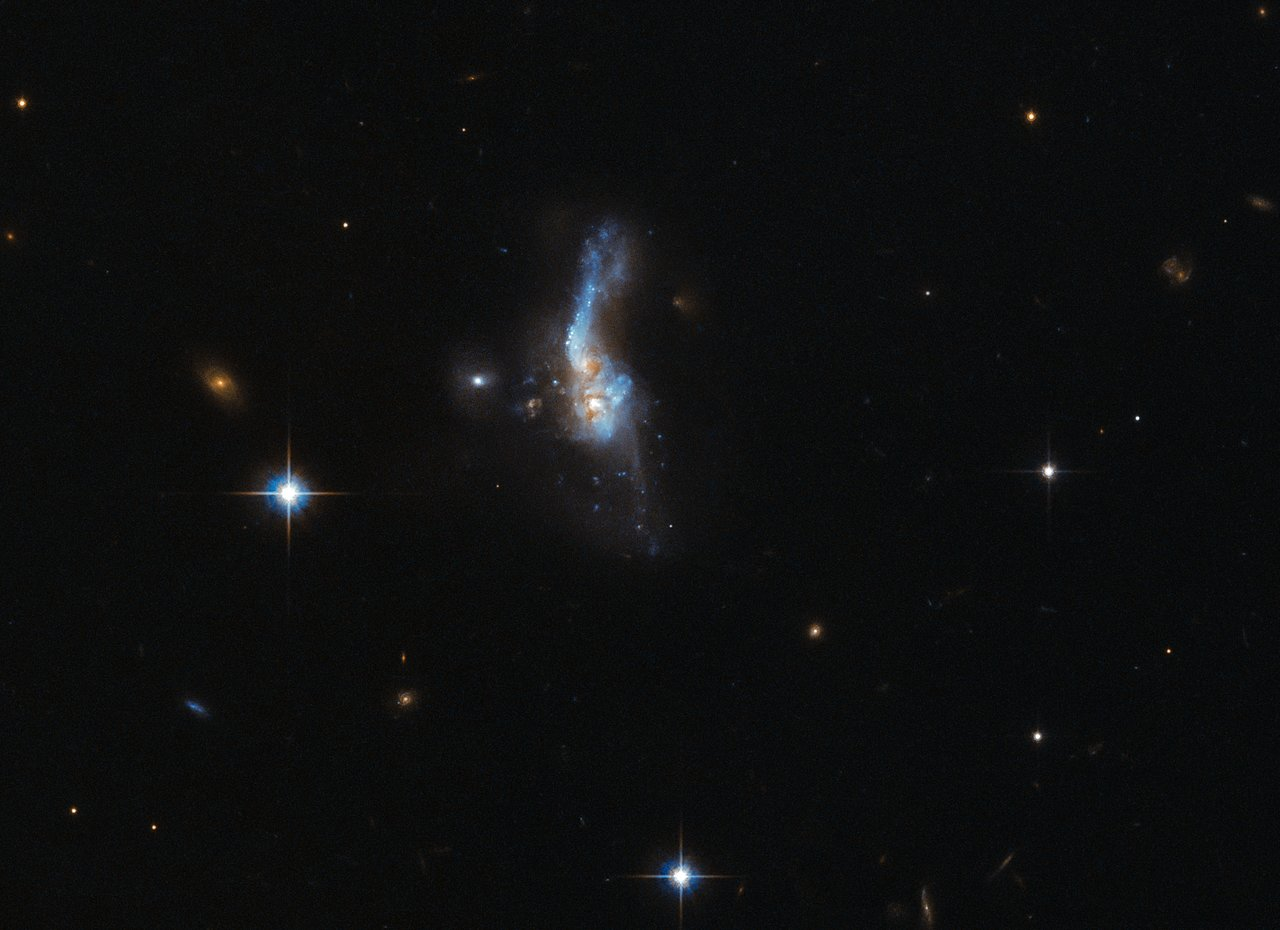
IRAS 14348-1447 مجرة مضيئة بالأشعة تحت الحمراء تقع على بعد أكثر من مليار سنة ضوئية.

المجرات المضيئة بالأشعة تحت الحمراء (بالإنجليزية: Luminous Infrared Galaxies، تُختصر إلى LIRGs)‏ هي مجرات تبلغ إضاءتها فوق 1011 إضاءة شمسية. المجرات المضيئة بالأشعة تحت الحمراء أكثر وفرة في الكون من مجرات زايفرت ومجرات الأنفجار النجمي والنجوم الزائفة، وبالمقارنة المجرات المضيئة بالأشعة تحت الحمراء تصدر المزيد من الطاقة في الأشعة تحت الحمراء أكثر من جميع الأطوال الموجية الأخرى مجتمعة. مع إضاءة تعادل 100 مليار مرة إضاءة الشمس.
المجرات التي لها إضاءة فوق 1012 إضاءة شمسية يطلق عليها المجرات الفائقة الإضاءة بالأشعة تحت الحمراء (Ultraluminous infrared galaxies، يُختصر إلى ULIRGs)، العديد من مجرات LIRGs وULIRGs تظهر تفاعلات واضطرابات. والعديد من هذه من المجرات تنتج نحو 100 نجم جديد سنويًا مقارنة مع مجرتنا درب التباتة التي تنتج نجم واحد في السنة. وهذا يخلق مستوى عال من اللمعان. المجرات الأكثر إضاءة من المجرات الفائقة الإضاءة بالأشعة تحت الحمراء هي مجرات يطلق عليها المجرات المفرطة الإضاءة بالأشعة تحت الحمراء ( Hyper-luminous infrared galaxies، تُختصر إلى HyLIRGs). وأكثر هذه المجرات سطوعاً، والتي اكتشفها «مستكشف الأشعة تحت الحمراء عريض المجال» – المجرات المتطرفة الإضاءة بالأشعة تحت الحمراء (Extremely Luminous Infrared Galaxies، تُختصر إلى ELIRGs).حيث اكتشف مستكشف الأشعة تحت الحمراء عريض المجال (WISE) المجرة المضيئة، والتي تدعى WISE J224607.57-052635.0 وقُدّر سطوع هذه المجرة البعيدة أكثر من 300 تريليون شمس 

## أصل وتطور المجرات تحت الحمراء الساطعة
تبدو المجرات التي بالأشعة تحت الحمراء وكأنها حلزونية منفردة غنية بالغاز، وتنتج إضاءة الأشعة تحت الحمراء إلى حد كبير عن تكوين النجوم داخلها. ولكن إضاءة بعض المجرات تأتي من نواة المجرة النشطة وهي منطقة متكدسة في مركز المجرات يكون لها إضاءة فوق العادة في حيز الطيف الكهرومغناطيسي يمتد من الموجات الراديوية عبر الأشعة تحت الحمراء والضوء المرئي والأشعة فوق البنفسجية إلى الأشعة السينية وأشعة غاما وفي بعض الحالات تنتج الإضاءة نتيجة تفجر نجمي وهي منطقة في الفضاء تكثر فيها نشأة النجوم الجديدة ولقد اُكتشف هذا النوع من المجرات في عام 1983 بواسطة القمر الصناعي الفلكي بالأشعة تحت الحمراء (IRAS).

## معرض صور

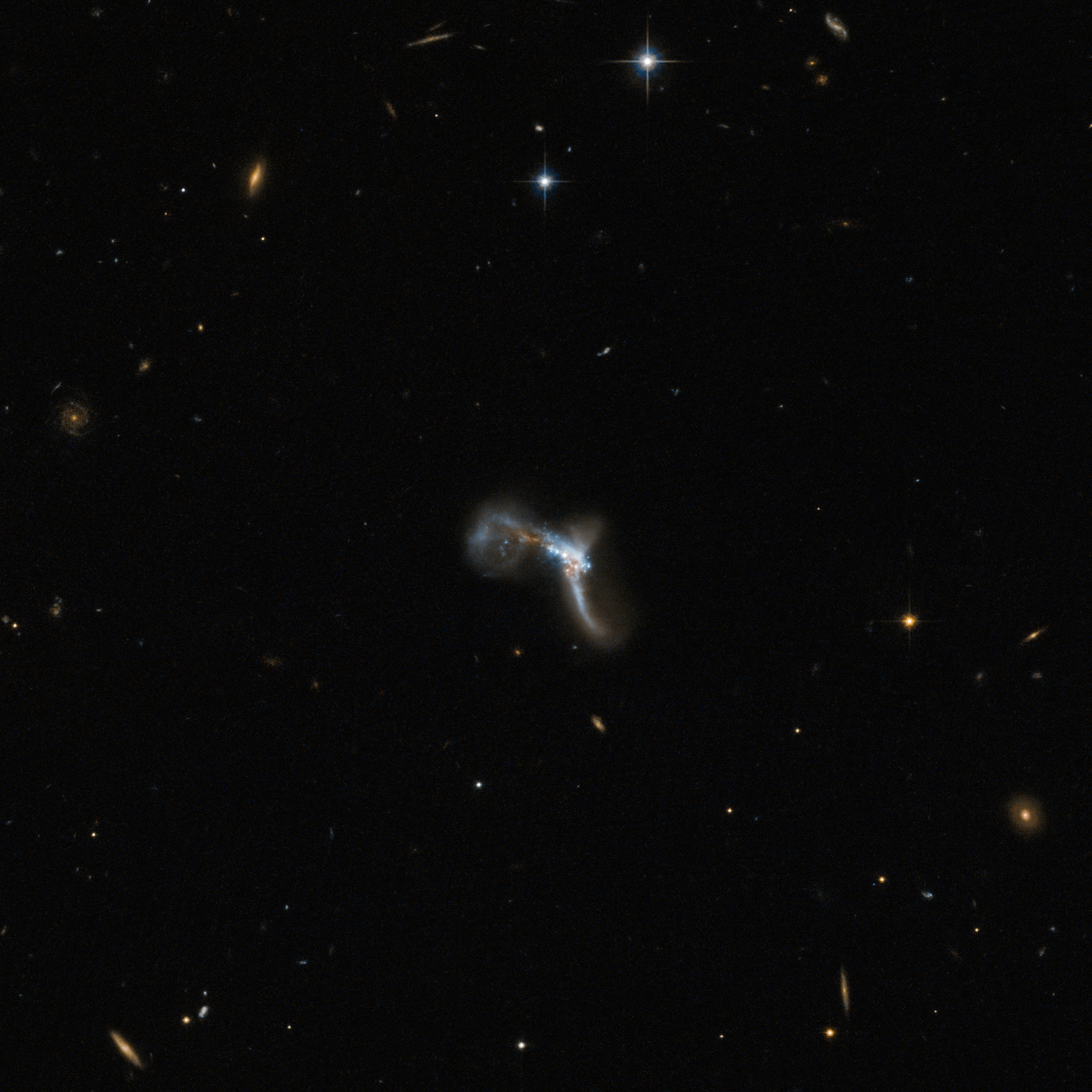
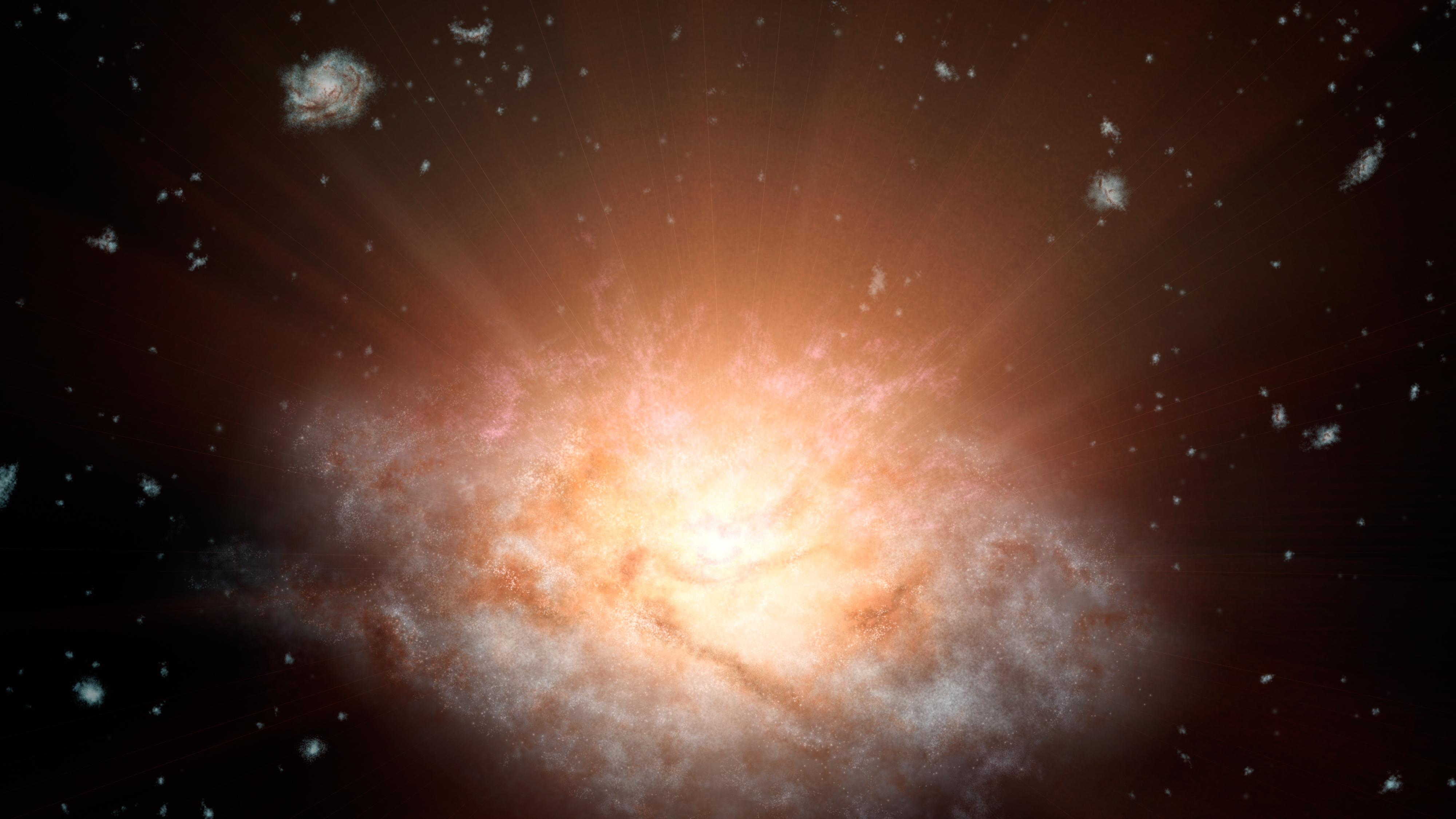
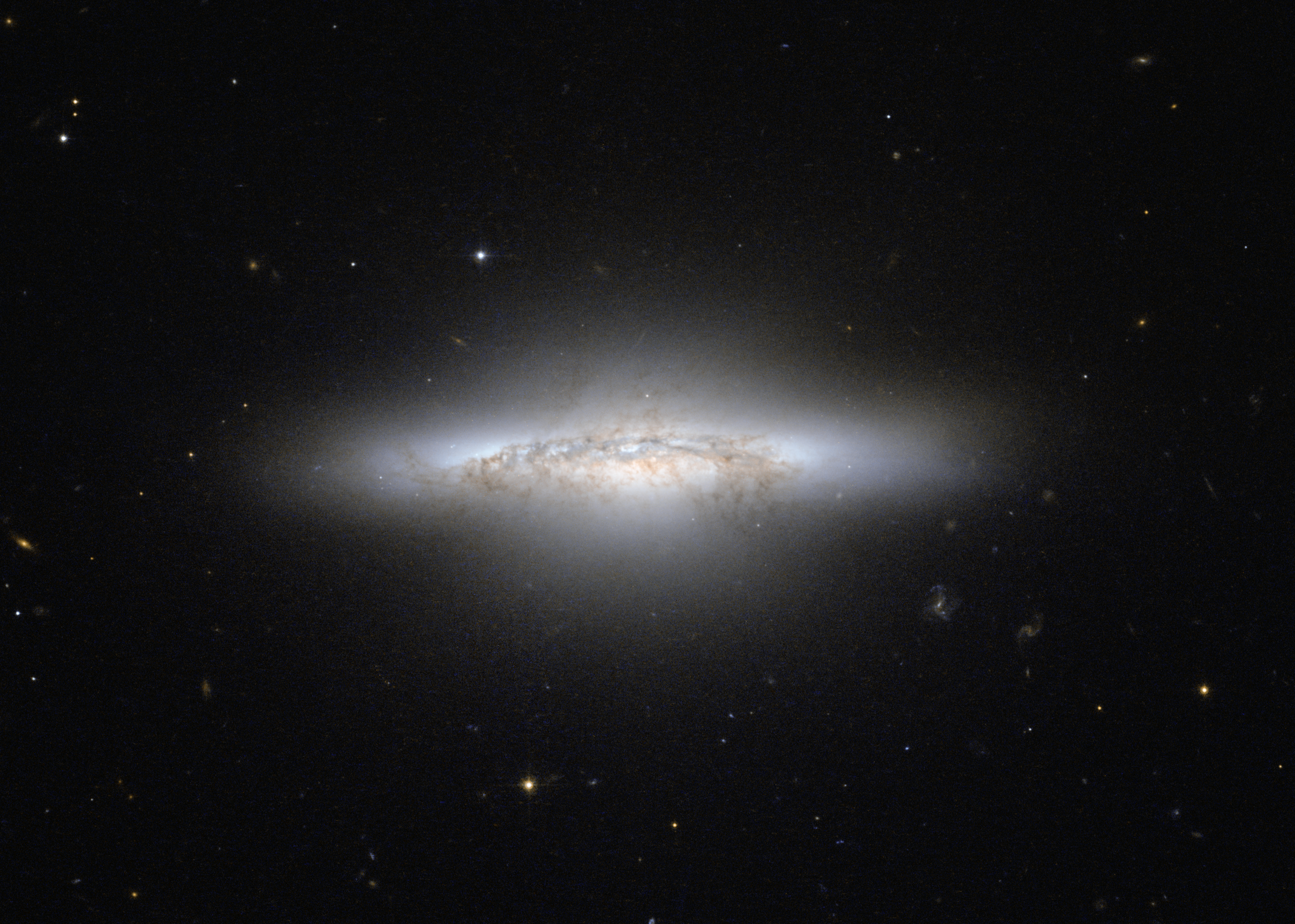
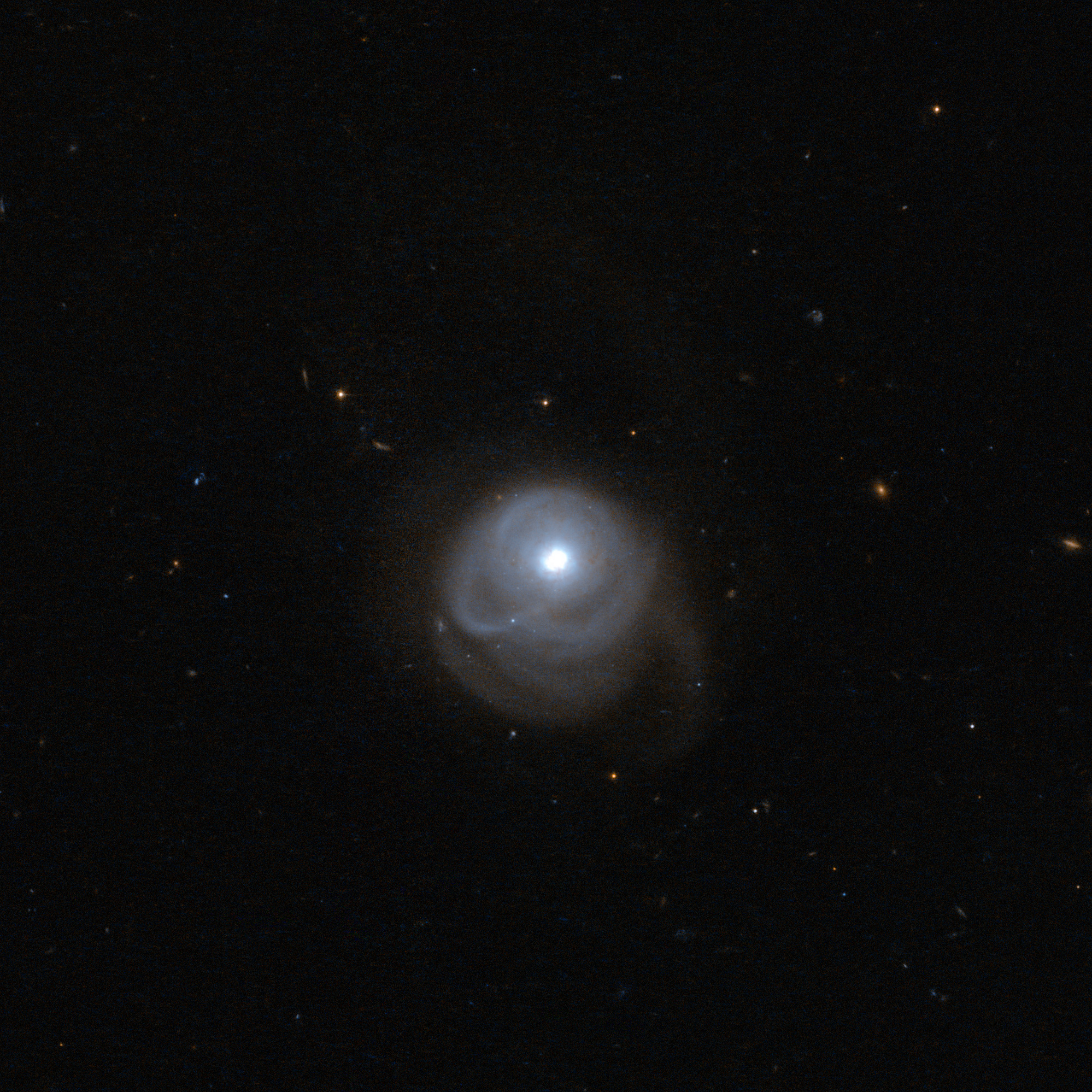
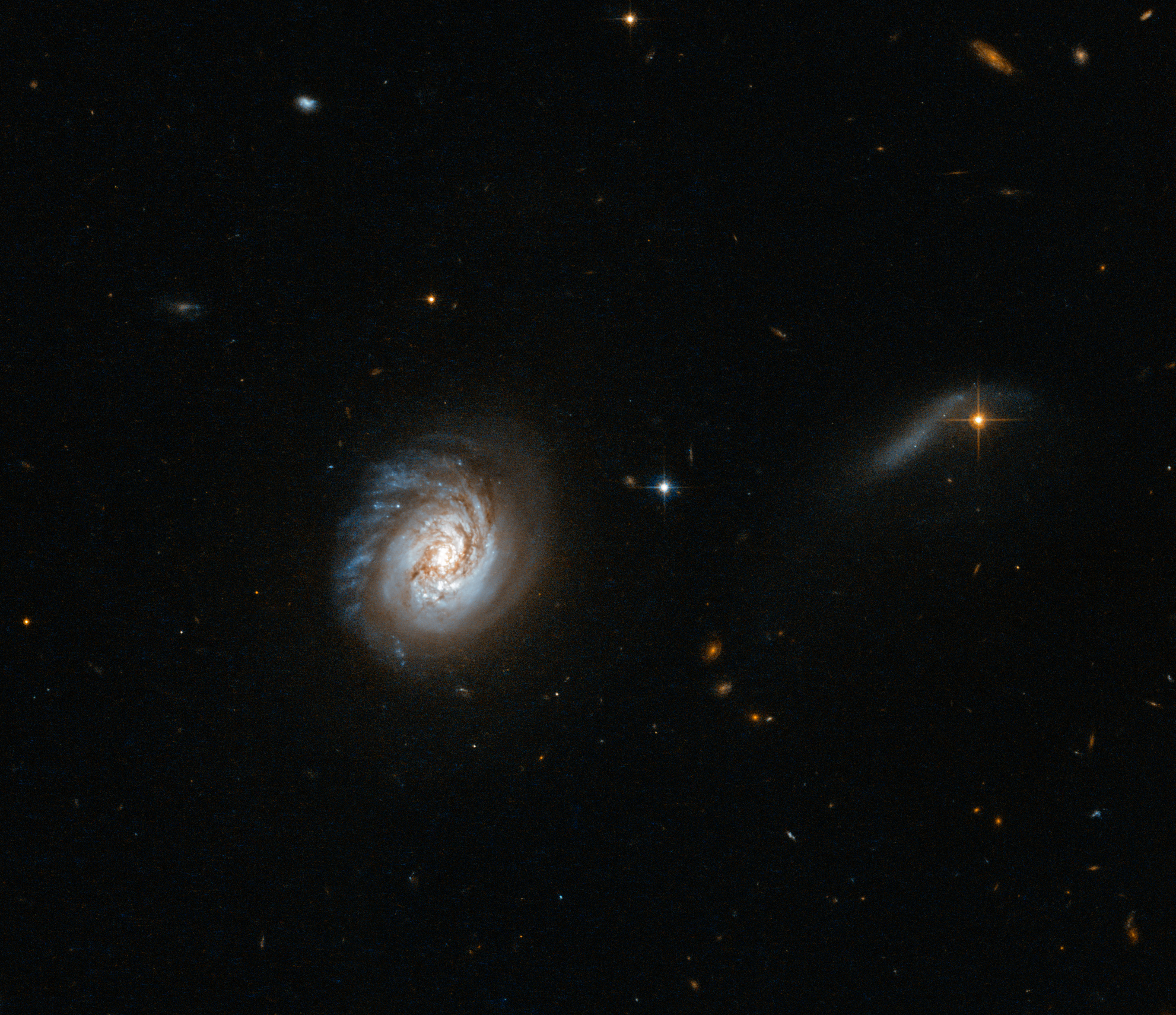

## اقرأ أيضا
- مجرة انفجار نجمي
- تفجر نجمي
- مجرة حلزونية
- مجرة إهليلجية
- مجرة إهليلجية قزمة
- أرب 220